# Libre (film, 2018)
Pour les articles homonymes, voir Libre (film).
Pour plus de détails, voir Fiche technique et Distribution.
Libre est un film documentaire réalisé par Michel Toesca sorti en 2018, il est consacré au combat de Cédric Herrou pour l'accueil et la protection de migrants dans la vallée de la Roya. Le documentaire avait pour nom À tous vents avant d'être rebaptisé Libre.

## Synopsis
Au printemps 2015 alors qu'il habite à Saorge, village de la vallée de la Roya, Michel Toesca commence à recueillir des images de migrants débarqués à Vintimille, ville italienne en aval de la vallée, sans alors avoir de projet de film en tête. Pendant plus de 2 ans il suit le parcours de migrants voulant passer la frontière ainsi que de citoyens leur venant en aide notamment Cédric Herrou, un agriculteur qui a été arrêté puis inquiété par la justice pour son aide apportée aux exilés.

## Fiche technique
- Titre original : Libre
- Titre anglais : To The Four Winds
- Réalisation : Michel Toesca
- Photographie : Michel Toesca
- Son : Michel Toesca
- Montage : Catherine Libert, Michel Toesca
- Montage son : Fred Piet
- Étalonnage : Catherine Libert
- Mixage : Joël Rangon
- Musique originale : Magic Malik
- Producteur : Jean-Marie Gigon
- Société de production : SaNoSi Productions
- Pays d'origine :  France
- Langue originale : français et italien
- Format : couleur — 1,85 — DCP — son 5.1
- Genre : documentaire
- Durée : 100 minutes
- Dates de sortie :
  - France : 17 mai 2018 (Festival de Cannes : Séance Spéciale) ; 26 septembre 2018 (sortie nationale)[3]

## Distinctions et récompenses
- Sélection officielle au Festival de Cannes 2018[1] et mention spéciale de l'Œil d'or, mai 2018 (ex aequo avec Les Yeux d'Orson Welles de Mark Cousins)
- Prix du public au Biografilm Festival de Bologne, Italie, juin 2018
- Projection aux États généraux du film documentaire de Lussas, août 2018
- Grand prix du meilleur film et Prix de la meilleure musique au festival Des notes et des toiles, septembre 2018
- Prix "Time of History" au Festival international du film de Valladolid, Espagne, octobre 2018
- Sélection au Festival du film francophone Tübingen de Stuttgart, Allemagne, novembre 2018
- Prix « La misère sans clichés » d'ATD Quart Monde, novembre 2018
- Sélection au International Documentary Film Festival Amsterdam (IDFA), Pays-Bas, novembre 2018
- Prix du public au Festival international du cinéma d'Alger, Algérie, décembre 2018 (ex aequo avec Enfants du hasard de Thierry Michel et Pascal Colson)
- Finaliste au Prix Henri-Langlois, janvier 2019
- Sélection au ZagrebDox, Zagreb, Croatie, février 2019
- Prix spécial du jury Vaclav Havel au One World International Human Rights Documentary Film Festival, Prague, République Tchèque, mars 2019
- Sélection au du film français de Richmond, Richmond, États-Unis, mars 2019

## Distribution
Le film est distribué dans plusieurs pays d’Europe : Italie, Allemagne, Belgique, Suisse.

## Production
Michel Toesca a tourné le documentaire de juin 2015 à novembre 2017 avec une vieille caméra DV à l’épaule. Le tournage a d’abord commencé en Italie, alors que les migrants n’empruntaient pas encore le chemin de la vallée de la Roya pour se rendre en France. Pendant plus de deux ans, il les a suivi dans leur périple. Il a réalisé de nombreuses interviews, autant de ces migrants que des citoyens français qui leur sont venus en aide.
À la suite du tournage, Michel Toesca se retrouve avec 200 heures de rushes. Il tente lui-même de monter son film, mais se tourne finalement vers Jean-Marie Gigon, de SaNoSi Productions, qui confie le montage à Catherine Libert. Avec elle, le réalisateur choisit de faire de Cédric Herrou un personnage central du film dont l’action fut continue tout au long du tournage et qui est progressivement devenu médiatique.
Le film a été soutenu par des associations d’envergure nationale (Emmaüs, Res Publica, Médecins du monde), la région Centre-Val de Loire et un financement participatif.
Le film est distribué par Jour2Fête, le même distributeur que Merci Patron !. Il était en sélection officielle au Festival de Cannes et y a reçu une mention spéciale de l’Œil d’or. Libre est sorti en salles le 26 septembre 2018. À la fin 2018, il comptait plus de 60 000 entrées en France.

## Autour du film
Le 17 mai 2018, Cédric Herrou et Michel Toesca ont monté les marches du Palais des festivals de Cannes en compagnie de trois réfugiés ainsi que d'une personne poursuivie pour aide à l'entrée et au séjour irrégulier des étrangers. Cette montée des marches a servi de tribune politique à la cause qu'ils défendent.
Ils avaient déjà monté les marches lors du Festival de Cannes 2017 accompagnés de quatre demandeurs d'asile alors que le film était en cours de tournage. Le réalisateur a dénoncé des pressions de la part des autorités françaises afin d'empêcher leur venue à Cannes.